# زراعة في بيهار

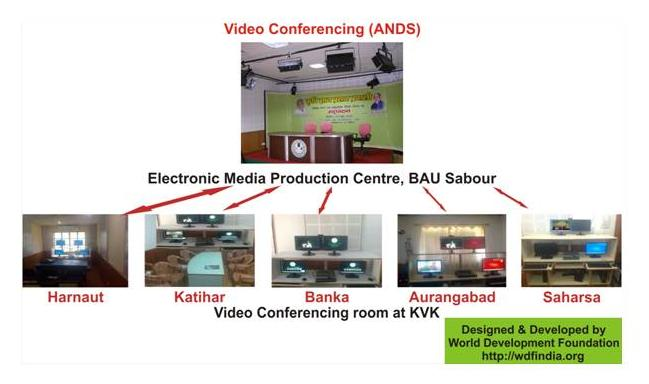
نظام نشر المعرفة الزراعية، بيهار، الهند

تقع ولاية بيهار في السهل النهري من منطقة حوض نهر جانجا حيث تتمتع هذه المنطقة بـتربة طميية خصبة إلى جانب وفرة في الموارد المائية، وبخاصة موارد المياه الجوفية. وهذه المقومات جعلت الزراعة في بيهار غنية ومتنوعة على الرغم من أنها لم تصل بعد إلى إمكانياتها الكاملة. والأرز والقمح والذرة الصفراء من محاصيل الحبوب الرئيسية التي يتم زراعتها في بيهار. ومن البقوليات التي يتم زراعتها في بيهار الأرهار اليوراد والماش واللوبيا والبازلاء والعدس والجلبان. وتعتبر بيهار أكبر منتج لـ الخضار حيث تسيطر عليها زراعة البطاطس والبصل والباذنجان والقرنبيط. وفيما يتعلق بزراعة الفواكه، فإنها تعتبر كذلك أكبر منتج لفاكهة ليتشيه, وثالث أكبر جهة منتجة لفاكهة الأناناس والمنتج الرئيسي لثمار المانجو والموز والجوافة. أما قصب السكر والجوت، فهما اثنان من المحاصيل الرئيسية النقدية في بيهار.

## هطول الأمطار والتربة
يصل متوسط هطول الأمطار في بيهار ارتفاع حوالي 1052.60 ملم عن سطح الأرض. ويرجع سقوط الأمطار في بيهار بدرجة كبيرة إلى الرياح الموسمية الجنوبية الغربية التي تتسبب في هطول نحو 85 بالمائة من إجمالي الأمطار التي تشهدها الولاية. وبهذا تشكل المصادر الأخرى مثل الأمطار التي تسقط في فصل الشتاء والأمطار التي تسقط في الطقس الحار والأمطار التي تسقط نتيجة هبوب الرياح الموسمية الشمالية الغربية نسبة 15 بالمائة المتبقية. ويكون متوسط هطول الأمطار العادية في الولاية ملائمًا بدرجة أكبر أو أقل لحدوث كل العمليات الزراعية. ومع ذلك، قد تشهد الولاية تغييرات من العام إلى العام تتسبب في حدوث الجفاف أو الفيضان. وقد يؤدي ذلك إلى أضرار جسيمة على إنتاج المحاصيل وإجمالي دخل الولاية.
تضم بيهار منطقة جغرافية تبلغ مساحتها 93.6 هكتار إلى جانب ثلاث مناطق مهمة ذات مناخ يصلح للزراعة - وهي المنطقة الشمالية الغربية والشمالية الشرقية والجنوبية. تشتمل المنطقة الشمالية الغربية على 13 مقاطعة. وتشهد المنطقة أمطارًا سنوية تصل إلى ارتفاع نحو من 1040 إلى 1450 ملم عن سطح الأرض. وغالبًا ما تكون التربة طميية وطميية رملية. أما المنطقة الشمالية الشرقية فتضم 8 مقاطعات. وتهطل الأمطار في هذه المنطقة بارتفاع يتراوح من 1200 إلى 1700 ملم عن سطح الأرض. وغالبًا ما تكون التربة في هذه المنطقة طميية وطميية طينية. وأخيرًا تهطل الأمطار على المنطقة الجنوبية التي تضم 17 مقاطعة بارتفاع يصل متوسطه إلى 990 إلى 1300 ملم عن سطح الأرض وتتكون التربة من طمي رملي وطمي وطين وطمي طيني.

## تركيبة المحاصيل
يبلغ صافي المساحة المزروعة في بيهار 60% من إجمالي المساحة الجغرافية الخاصة بالولاية. وتعتبر تلك النسبة أعلى من متوسط المساحة المزروعة في الهند بأكملها والتي تبلغ نسبة 42%. فهذه النسبة العالية ممكنة الحدوث لسببين. الأول، لأن معظم الأراضي في بيهار منطقة سهلية تلائم تربتها أغراض الزراعة. الثاني، تم تحويل معظم الغابات إلى أراضٍ زراعية خلال الألفي سنة الماضية. وحاليًا، تبلغ مساحة الغابات 6% فقط من المساحة الجغرافية لبيهار. وما يزال الاقتصاد الزراعي موجهًا بشدة نحو إنتاج الكفاف، حيث تبلغ المنطقة التي يتم بها إنتاج الحبوب الغذائية أعلى من 94%. ويتم زراعة نسبة 86% من هذه المنطقة بالحبوب؛ فيُلاحظ سيطرة زراعة الأرز والقمح والذرة الصفراء أما نسبة 8% المتبقية فيتم زراعتها بالبقوليات. كذلك، تغطي البذور الزيتية ومحاصيل الألياف نسبة 3% لكلٍ منها بينما تغطي زراعة قصب السكر نسبة 1.5%.

## الحبوب الغذائية
تتم زراعة الأرز في جميع أنحاء بيهار. وتزرع أنواع مختلفة من الأرز في أوقات مختلفة من العام. فيمثل أرز الخريف وأرز الأجاني وأرز الصيف ثلاثة أنواع مختلفة للأرز الذي يتم زراعته في أوقات مختلفة من العام. ويبلغ متوسط إنتاج الأرز حوالي 50 طنًا سنويًا. أما القمح فيعتبر المحصول الرئيسي الذي يتم زراعته في فصل الربيع، ومنذ خمسة عقود مضت كانت زراعة القمح مقتصرة للغاية على ولاية بيهار. وفقط بعد نجاح الثورة الخضراء، اهتم مزارعو بيهار بالقمح على نطاق أوسع وأصبح الآن يحتل مكانة باعتباره المحصول الرئيسي الذي يتم زراعته في موسم الربيع. ولقد كان ذلك واحدًا من التغيرات الأساسية التي طرأت على أنماط المحاصيل في بيهار. ويبلغ متوسط الإنتاج السنوي للقمح حوالي من 40 إلى 45 طنًا سنويًا. وتمثل الذرة الصفراء محصولًا آخر من المحاصيل التي يتم زراعتها في بيهار؛ فيبلغ متوسط الإنتاج السنوي للذرة الصفراء حوالي 15 طنًا. بالنسبة للذرة الصفراء، هناك اتجاه إيجابي ثابت في إنتاجه. ومن المقاطعات الرئيسية المنتجة له - خاجاريا وسهارسا. كذلك، يتم زراعة البقوليات مثل الماش وأرهار والبازلاء والجبلان. وتنتشر زراعة البقوليات أكثر في جنوب بيهار عنها في شرقها. ومن المقاطعات الرائدة في زراعتها باتنا وفوجبور وأورانجاباد ونالاندا.

## الفواكه
تتم زراعة حوالي 5.33 بالمائة من صافي المساحة المزروعة في بيهار بالفواكه. وتزرع أنواع الفواكه بشكل عام مثل المحاصيل النقدية في الولاية. فالمانجو والجوافة والليتشي والموز من محاصيل الفواكه الرئيسية في بيهار. كما أصبحت الفاكهة ليتشي المزروعة بمظفربور علامة تجارية تدعو للفخر في جميع أنحاء الدولة. كذلك، تعتبر مقاطعات داربهانجا وساماستيبور ومظفربور وشامباران الشرقية وفايشالي وشامبارمان الغربية من المقاطعات الرئيسية المنتجة للمانجو. وتمثل جولباخاس وزاردالو ومالاداه وبومباي بعضًا من أنواع المانجو الشهيرة التي يتم زراعتها في بيهار. وتسيطر مقاطعة مظفربور على إنتاج فاكهة الليتشي، إلى جانب مقاطعات أخرى مهمة وهي سيتامارهي وشامباران الغربية وشمباران الشرقية وفايشالي وساماستيبور. وبالنسبة لفاكهة الموز فلمقاطعة مظفربور نصيب الأسد في إنتاج هذه الفاكهة. ومن المقاطعات المنتجة الأخرى فايشالي وساماستيبور وداربهنجار. ويرتكز إنتاج الجوافة على المناطق الجنوبية الغربية والمناطق الشمالية الغربية من الولاية، تحديدًا في روهاتس وشامباران الغربية وشامباران الشرقية.

## الخضراوات
تبلغ المساحة الكلية التي تتم زراعة الخضراوات بها حوالي 11.02 بالمائة من إجمالي المساحة المزروعة بالولاية. ويشير ذلك إلى الاتجاه صعودًا نحو زراعة الخضراوات. وتضم محاصيل الخضار المهمة البطاطس والبصل والطماطم والقرنبيط والباذنجان. وتشتهر منطقة حاجيبور بمقاطعة فاشالي بمجموعة متنوعة من القرنبيط الذي وصل إلى الأسواق في آخر أسبوع من شهر سبتمبر. ويتم توزيع إنتاج الخضار بشكل جيد على المقاطعات مع زيادة الإنتاج في بعض المناطق الخاصة. وبغض النظر عن مقاطعات باتنا ونالندا حيث يتم إنتاج الخضروات بها بشكل كبير، تضم المقاطعات الأخرى ذات المعدلات العالية أيضًا في مجموع إنتاج الخضار فايشالي ومظفربور وشامباران الغربية وشامباران الشرقية وكاتيهار وبيجوساري.